# The Offspring

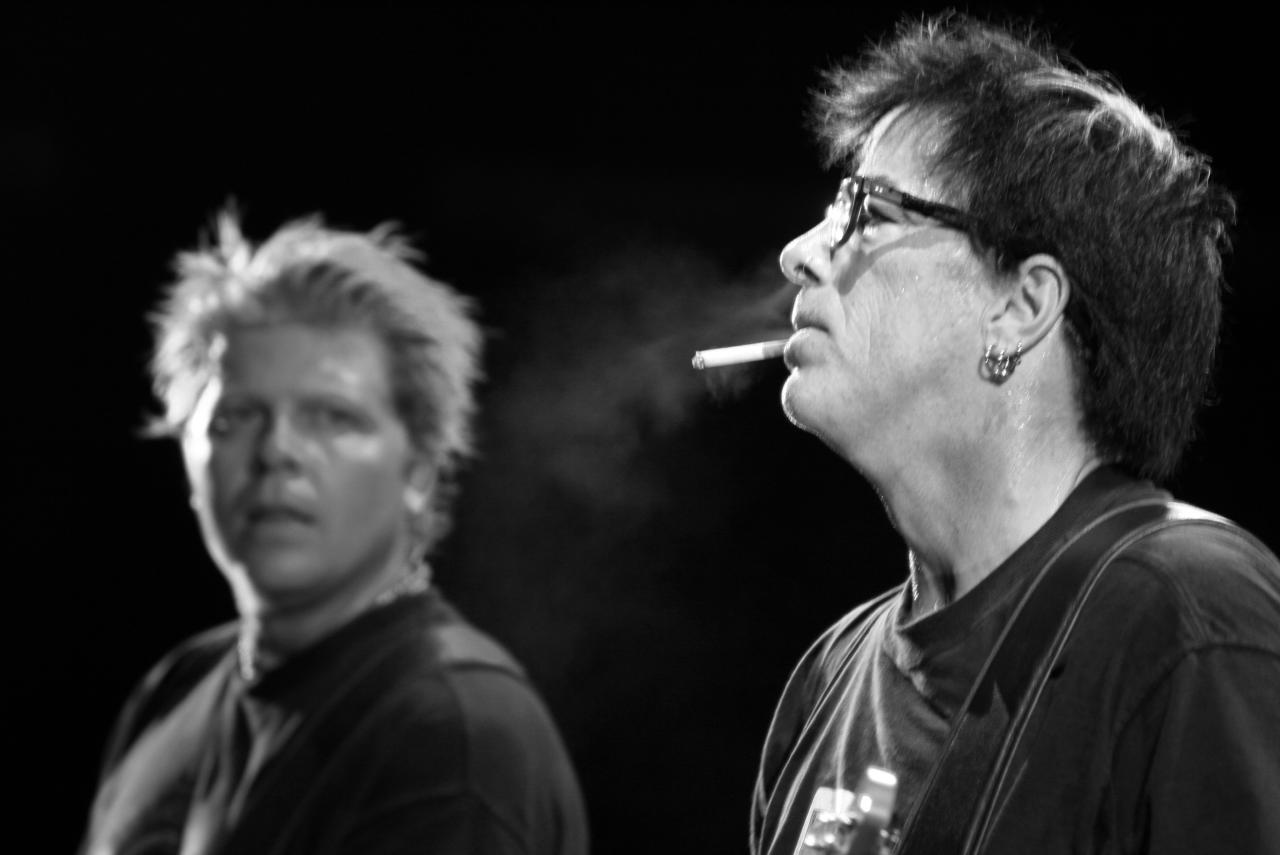
Dexter Holland i Noodles w 2009 roku

The Offspring – amerykańska grupa punkrockowa pochodząca z Garden Grove w Kalifornii, założona w 1984 roku przez Bryana Hollanda (Dexter Holland) i Grega Kriesela (Greg K). Początkowo nosili nazwę Manic Subsidal. Do grupy dołączali kolejno: Kevin Wasserman (Noodles), James Lilja (szybko odszedł zastąpiony przez Rona Welty), Ron Welty (odszedł 18 marca 2003), Rona zastąpił Atom Willard, odszedł w sierpniu 2007. Od tego czasu do połowy 2021 roku na jego miejscu grał Pete Parada, który został później zwolniony z zespołu z powodu niezaszczepienia się przeciwko COVID-19. Obecnie perkusistą zespołu jest Brandon Pertzborn.

## Muzycy

### Obecny skład zespołu
- Bryan Holland (Dexter Holland) – śpiew, gitara rytmiczna (od 1984)
- Todd Morse(inne języki) – gitara basowa, wokal wspierający (od 2019)
- Kevin Wasserman (Noodles) – gitara prowadząca, wokal wspierający (od 1985)
- Brandon Pertzborn – perkusja (od maja 2023)
- Jonah Nimoy – gitara rytmiczna, keyboard, instrumenty perkusyjne (od 2023, wcześniej w latach 2019-2023 występował jako muzyk koncertowy)

### Byli członkowie
- Jim Benton – perkusja (1984)
- Doug Thompson – śpiew (1984)
- James Lilja – perkusja; odszedł po wydaniu pierwszego singla w 1987 (1984–1987)
- Ron Welty – perkusja; odszedł z zespołu w 2003 (1987–2003)
- Josh Freese – perkusja (2003, 2007)
- Adam Willard (Atom Willard) – perkusja; zrezygnował z gry w The Offspring na rzecz Angels & Airwaves (2003–2007)
- Gregory Kriesel – gitara basowa (1984-2019)
- Pete Parada – perkusja (2007-2021)

## Historia
W 1984 roku osiemnastoletni Bryan Holland (Dexter Holland – śpiew, gitara) ze swoim o rok starszym kolegą, Gregorym Krieselem (Greg K – gitara basowa), po tym gdy odmówiono im wstępu na koncert punkrockowego zespołu Social Distortion, w przypływie gniewu postanowili założyć własny zespół o nazwie Manic Subsidal. Do zespołu dołączyli Kevin Wasserman (Noodles – gitara) i James Lilja (perkusja). Ten ostatni został szybko zastąpiony przez szesnastoletniego wtedy Rona Welty’ego.
Zmienili nazwę na The Offspring i przyłączyli się do wytwórni Nemesis i w 1988 roku nagrali płytę o nazwie The Offspring. Została ona wydana w marcu 1989 roku, jeszcze jako płyta winylowa i obecnie niezwykle trudno ją spotkać w sprzedaży. Reedycję debiutanckiej płyty The Offspring wydano już na CD w listopadzie 1995 w wytwórni Nitro Records, założonej przez Dextera.
W 1991, po wydaniu singla Baghdad (1990) postanowili nagrać z pomocą wytwórni Epitaph (wytwórnia, która była wydawcą płyt takich zespołów jak: Bad Religion, Pennywise, L7 i NOFX) kolejną płytę (Ignition), która została wydana w 1992.
Dexter Holland założył wytwórnię Nitro Records, mającą za zadanie wspierać nowych artystów.
Ostatnią płytą The Offspring wydaną pod marką Epitaph był Smash (1994). Album odniósł na całym świecie ogromny sukces i został sprzedany w 11 milionowym nakładzie. Za sprawą piosenek „Come Out And Play” i „Self Esteem” The Offspring zyskało sobie popularność i miliony fanów na całym świecie. W wyniku licznych komplikacji, spowodowanych postawą szefa Epitaph Records, Bretta Gurewitza, po sukcesie albumu Smash grupa przyłączyła się do Columbia Records, wchodzącej w skład Sony Music (co wielu fanów miało im za złe – stawiano im zarzut komercji) i nagrała kolejno: Ixnay on the Hombre (1997), Americana (1998), Conspiracy of One (2000) i Splinter (2003).
W 2003 roku z zespołu odszedł perkusista Ron Welty. Jego miejsce zajął Atom Willard, jednak nie uczestniczył on jeszcze w nagrywaniu albumu Splinter – do współpracy zaproszony został Josh Freese, na co dzień perkusista A Perfect Circle.
21 czerwca 2005 roku grupa wydała płytę Greatest Hits z największymi przebojami ze swojej prawie dwudziestoletniej działalności. Płyta zawiera także promujący ją singel Can’t Repeat oraz wydany tylko na Greatest Hits wraz z DVD cover zespołu The Police – Next To You. Wraz z Greatest Hits pojawiło się DVD (Complete Music Video Collection), zawierające wszystkie dotychczasowe teledyski zespołu oraz kilka występów na żywo.
W lipcu 2005 Atom Willard oficjalnie oznajmił, że odchodzi z The Offspring, by skoncentrować się na grze w zespole Angels & Airwaves.
27 lipca 2007 The Offspring ogłosił na swojej stronie internetowej, że Pete Parada będzie nowym perkusistą zespołu i zastąpi Atoma Willarda.
W czerwcu 2008 po pięcioletniej przerwie wydana została ósma studyjna płyta zespołu zatytułowana Rise and Fall, Rage and Grace. Jej premiera w Europie miała miejsce 16 czerwca i 17 czerwca w USA. Album zawiera 12 premierowych piosenek, których producentem jest Bob Rock znany m.in. ze współpracy z Metallicą. Pierwszym singlem z nowego albumu jest utwór Hammerhead, który już 6 maja trafił do rozgłośni radiowych. Ponadto album został udostępniony do odsłuchania i pobrania na stronie zespołu w serwisie Imeem.
Następnie zespół koncertował odwiedzając różnorodne festiwale muzyczne, m.in. Summersonic Festival w Japonii, Soundwave Festival w Australii, X-Fest, KJEE Summer Roundup, KROQ Weenie Roast, Electric Festival w Hiszpanii, Rock in Rio 2008 w Portugalii oraz Rock am Ring i Rock im Park w Niemczech. Na festiwalach tych, obok dobrze znanych piosenek, zaprezentowane zostały utwory z nowej płyty: Hammerhead, Half-Truism i You’re Gonna Go Far, Kid.

## Dyskografia
- The Offspring (1989)
- Ignition (1992)
- Smash (1994)
- Ixnay on the Hombre (1997)
- Americana (1998)
- Conspiracy of One (2000)
- Splinter (2003)
- Greatest Hits (2005)
- Rise and Fall, Rage and Grace (2008)
- Days Go By (2012)
- Let the Bad Times Roll (2021)
- Supercharged (2024)

## Muzyka wykorzystana w filmach
- „You’re Gonna Go Far Kid” – film Wieczny student 3
- „Original Prankster” – Zwierzak
- „Beheaded 1999” i „I Wanna Be Sedated” (cover grupy Ramones) – Zręczne ręce
- „Smash It Up” (cover utworu grupy The Damned) – Batman Forever
- „Come Out And Play” –  filmy: Balonowy chłopak i Klik: I robisz, co chcesz
- „Defy You” – Orange County
- „Nitro (Youth Energy)” – Luz Blues (Varsity Blues)
- „Take It Like a Man” i „Forever and a Day” – Obława
- „Want You Bad” – filmy: Kocurek i American Pie 2
- „D.U.I.” – „Koszmar minionego lata”
- „Dammit, I Changed Again” – „Nowy”
- „Total Immortal” (cover utworu grupy AFI) – Ja, Irena i Ja
- „Pretty Fly (For A White Guy)” – Ed, Edd i Eddy i Frajer
- „Americana” – Zabawy z bronią
- „The Kids Aren’t Alright” – Oni